# Petrove, Znameanka
Petrove (în ucraineană Петрове) este localitatea de reședință a comunei Petrove din raionul Znameanka, regiunea Kirovohrad, Ucraina.

## Demografie
Componența lingvistică a localității Petrove
     Ucraineană (93,5%)
     Rusă (6,38%)
     Alte limbi (0,12%)
Conform recensământului din 2001, majoritatea populației localității Petrove era vorbitoare de ucraineană (93,5%), existând în minoritate și vorbitori de rusă (6,38%).